# نفق فكي سفلي

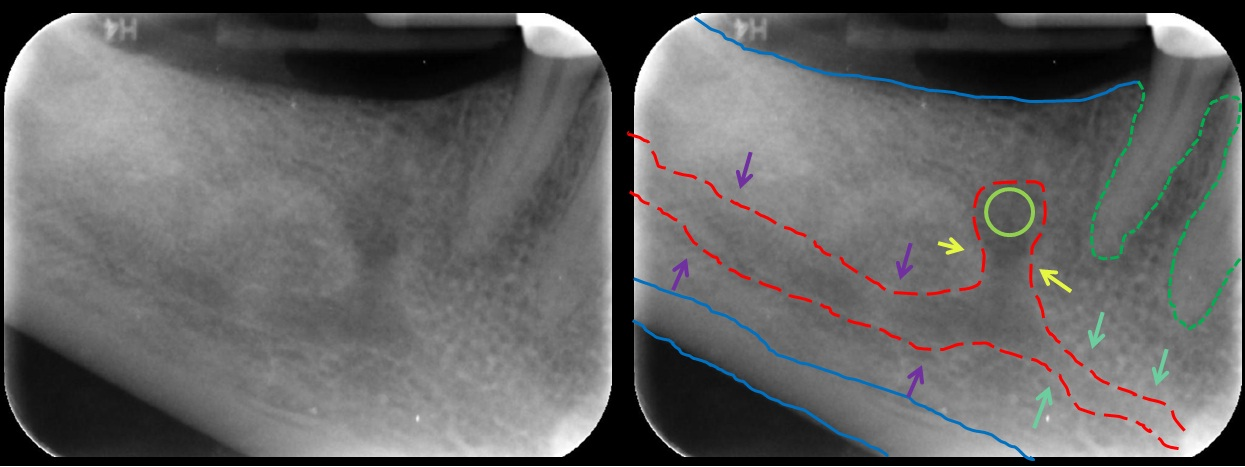
النفق القاطعي للفك السفلي (المشار إليه هنا بالسهام الخضراء) الممتد أماميًا (لليمين) من النفق الفكي السفلي (الأسهم الأرجوانية) بعد الثقبة الذقنية (الدائرة الخضراء الفاتحة).

النفق الفكي السفلي أو قناة الفك السفلي (بالإنجليزية: Mandibular canal)‏ هو ممر داخل الفك السفلي يحتوي على العصب السنخي السفلي والشريان السنخي السفلي والوريد السنخي السفلي.[بحاجة لمصدر] يسير النفق بشكل غير مباشر إلى الأسفل والأمام داخل رأد الفك السفلي، ثم أفقيًا للأمام في جسم الفك حيث تتوضع تحت الأسناخ السنية ويتصل معها من خلال قنوات صغيرة تسمى قنوات التغذية.[بحاجة لمصدر]
عند الوصول إلى الأسنان القاطعة السفلية، يلتف للوراء للاتصال مع الثقبة الذقنية، مما يشكل نفق صغير يعرف باسم النفق القاطعي للفك السفلي، والذي يمتد إلى التجاويف السنخية التي تحتوي الأسنان القاطعة.

## صور إضافية

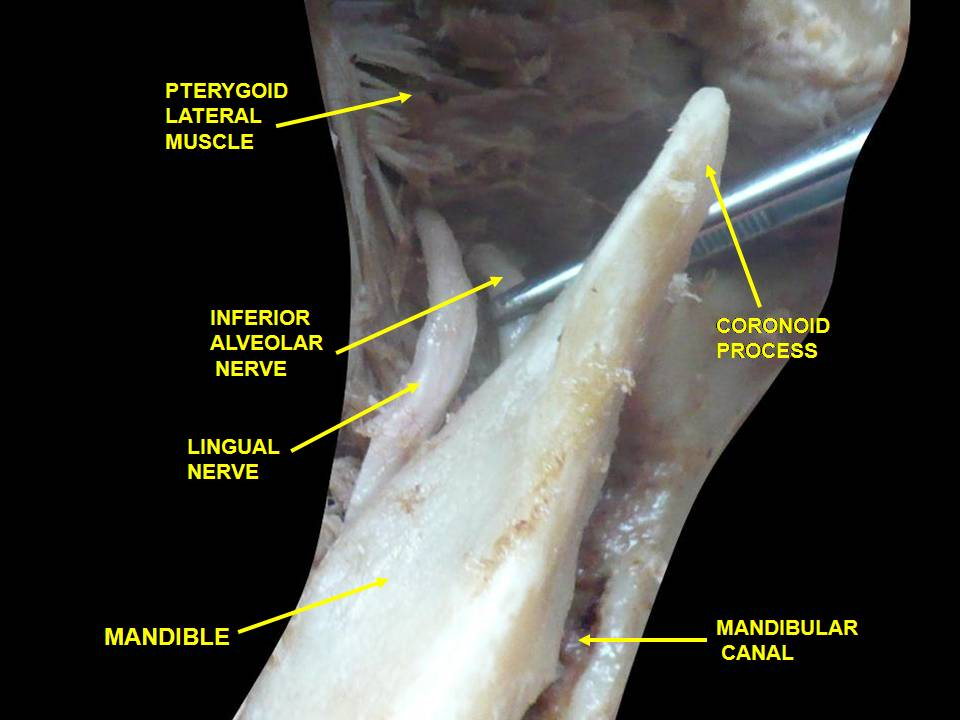
مظهر أمامي للفك السفلي. يظهر العصب الفكي السفلي
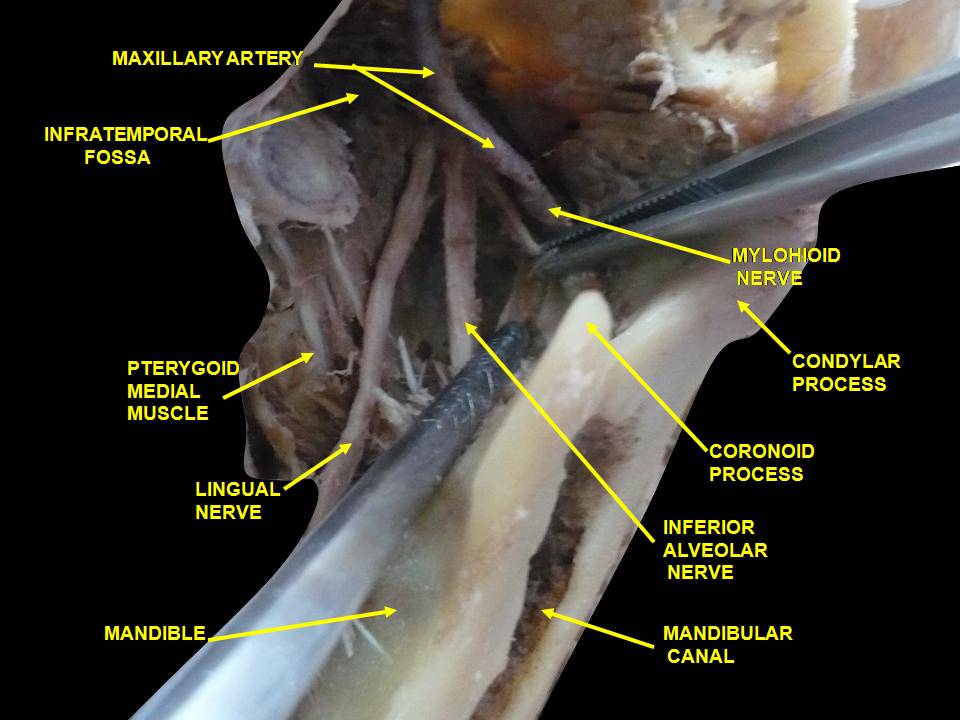
منظر جانبي أمامي للحفرة تحت الصدغ. يظهر العصب الفكي السفلي والعصب اللساني